# Смілка Ївги
Смілка Ївги (Silene eugeniae) — вид квіткових рослин родини гвоздикових (Caryophyllaceae).

## Біоморфологічна характеристика
Це дворічна рослина 40–60 см заввишки. Листки тонко бархатисто запушені, з домішкою довгих відстовбурчених волосків. Чашечка 2.5–3.5 мм завдовжки. Пелюстки жовтувато-зелені, в 1.5 рази довші за чашечки. Коробочки яйцеподібні, 3–4 мм завдовжки.

## Поширення
Ендемік України.
В Україні вид росте у степу, на луках, по схилах — у Правобережному та Західному Лісостепу, спорадично; у Лівобережному Поліссі (ок. Остра)